# Keel–Dooagh
Keel–Dooagh ist ein aus statistischen Gründen zusammengefasstes Gebiet der Siedlungen Keel, Dooagh und Pollagh auf Achill Island im County Mayo in Irland. Die Siedlungen erstrecken sich entlang der Südküste von Achill Island und werden durch die R319 verbunden.
Das Zensusgebiet umfasst 1,416 Quadratkilometer und insgesamt 567 Einwohner. Die Einwohner verteilen sich auf Keel (232 Einwohner), Dooagh (187 Einwohner) und Pollagh (148 Einwohner).